# O Thíassos
O Thíassos (Ο Θίασος, "la troupe") és una pel·lícula grega dirigida per Theo Angelópulos, estrenada el 1975.
Rodada durant els últims mesos de la dictadura dels coronels, la pel·lícula va rebre el suport total de les forces policials i de l'exèrcit: les autoritats estaven convençudes que es tractava de l'adaptació d'una antiga tragèdia. No obstant això, el govern conservador després de la caiguda dels coronels no la va proposar en competició oficial a Canes, considerant-la massa d'esquerres.
L'abril de 1985 la Panellinia Enosis Kritikon Kinematographou (Πανελλήνια Ενωση Κριτικών Κινηματογράφου, "Unió Panhel·lènica de crítics de Cinema") la va designar la quarta millor pel·lícula grega de la història. Molts crítics l'han descrit com l'obra mestra d'Angelopoulos; 16 crítics i cinc directors la van votar com una de les seves pel·lícules preferides a l'enquesta de Sight & Sound del 2012 pel British Film Institute.

## Trama
Un grup d'actors ambulants recorren Grècia muntant una obra anomenada Golfo la Pastora. El primer nivell de la pel·lícula els mostra muntant, assajant, promocionant i interpretant a fustanella aquesta peça de 1893, un drama en vers bucòlic d'amor, traïció i mort. En el següent nivell, la pel·lícula se centra en els esdeveniments històrics entre 1939 i 1952 tal com els viuen els actors itinerants i com afecten les comunitats que visiten: l'últim any de la dictadura autoritària de Metaxàs, la guerra contra els italians, l'ocupació nazi, l'alliberament, la guerra civil entre el govern i els insurgents comunistes, i la intervenció britànica i nord-americana en els afers grecs. En un nivell més, els personatges viuen el seu propi drama de gelosia i traïció, amb les seves arrels en l'antic mite de la Casa de l'Atreu. Agamèmnon, un refugiat grec de l'Àsia Menor, va a la guerra contra els italians el 1940, s'uneix a la resistència contra els alemanys, i és executat per aquests després de ser traït per Clitemnestra i Egist. Egist, amant de Clitemnestra, és un informador i col·laborador que treballa amb els ocupants alemanys. Orestes, fill d'Agamèmnon i Clitemnestra, lluita al costat dels esquerrans, venja la mort del seu pare matant la seva mare i Egistos. És arrestat el 1949 per les seves activitats guerrilleres i és executat a la presó el 1951. Electra, la seva germana, ajuda els esquerrans i ajuda el seu germà a venjar la traïció de la seva mare i Egistos. Després de la mort d'Orestes continua el treball de comparsa i la seva relació amb Pílades. Crisòtemis, la germana petita d'Electra, col·labora amb els alemanys, es prostitueix durant l'ocupació, fa costat als britànics durant l'alliberament i més tard es casa amb un estatunidenc. Pílades, íntim amic d'Orestes, és un comunista exiliat pel règim de Metaxàs, s'incorpora a la guerrilla i és detingut i exiliat de nou. Finalment, es veu obligat a signar una denúncia escrita de l'esquerra després de ser torturta per la dreta i surt de la presó el 1950.

## Repartiment
- Eva Kotamanidou : Electra
- Aliki Georgouli : Clitemnestra
- Stratos Pachis : Agamèmnon
- Maria Vassiliou : Crisòtemis
- Petros Zarkadis : Orestes
- Kyriakos Katrivanos : Pílades
- Giannis Fyrios : músic
- Nina Papazaphiropoulou : anciana
- Alekos Boubis : ancipa
- Grigoris Evangelatos : poète
- Kosta Stiliaris : comandant
- Vangelis Kazan : Egist

## Producció
O Thíassos s va donar a conèixer al públic en general després que el Règim dels Coronels hagués acabat el 1974 i Grècia tornés a uin règim democràcit. No obstant això, Theo Angelopoulos havia estat treballant en la pel·lícula al llarg de 1974 quan la dictadura encara estava al poder, i va haver d'amagar la seva feina a les autoritats. Per continuar treballant va afirmar que estava produint una versió del mite d'Orestes ambientat en l'ocupació de Grècia per l'Eix durant la Segona Guerra Mundial. Angelopoulos va afirmar que la junta dels coronels li va donar la idea d' O Thíassos; Angelopoulos, que abans va ser crític de cinema d'un diari socialista, va voler analitzar dues coses: la primera era la història de Grècia des d'una perspectiva d'esquerres, i la segona per què havia estat tan difícil establir la democràcia a Grècia. La pel·lícula es va estrenar el 1975.

## Estil
Com moltes de les pel·lícules de Theo Angelópulos, O Thíassos utilitza preses llargues i estàtiques combinades amb plans de seguiment complexos i una bella fotografia de paisatge per crear una atmosfera surrealista. Els plans de la pel·lícula sovint es desplacen en el temps sense previ avís i després d'una escena important hi haurà un temps d'inactivitat perquè l'espectador contempli el que acaba de passar.

## Recepció
O Thíassos va ser un gran èxit comercial a Grècia i també va obtenir un reconeixement internacional. És considerat per molts crítics com l'èxit suprem del Nou Cinema Grec, i per alguns com una de les pel·lícules més importants de la segona meitat del segle xx. Es va classificar #102 a l'enquesta de crítics de 2012 Sight & Sound sobre les millors pel·lícules mai fetes, ha guanyat nombrosos premis. A l'agregador de ressenyes Rotten Tomatoes, la pel·lícula té una puntuació de frescor del 86%, basada en 14 ressenyes.
El cineasta japonès Akira Kurosawa va citar O Thíassos com una de les seves pel·lícules preferides.
Tot i que Angelopoulos tenia la intenció d'entrar O Thíassos al festival de Canes de 1975, el govern grec conservador ho va impedir. Malgrat l'aclamació que ha rebut, la pel·lícula encara no ha rebut un llançament adequat en DVD de la Regió 1; hi ha, però, un llançament lliure de regió.

## Premis
La pel·lícula va ser seleccionada com a entrada grega per al Millor pel·lícula en llengua estrangera als Premis Oscar de 1975, però no va ser acceptada com a nominada.
- 1975. premi Internacional de la Crítica de Cinema (FIPRESCI), Canes.
- 1975. Millor pel·lícula, millor director, millor guió, millor actor, millor actriu, premis de l'Associació de la Crítica Grècia, Festival Internacional de Cinema de Tessalònica
- Premi Interfilm, “Fòrum” 1975 Festival de Berlín.
- 1976. Millor pel·lícula de l'any, British Film Institute,
- Associació Italiana de Crítics de Cinema: Millor pel·lícula del món, 1970-80.
- FIPRESCI: Una de les millors pel·lícules de la història del cinema.
- Gran Premi de les Arts, Japó.
- Millor pel·lícula de l'any, Japó.
- Premi Edat d'Or, Brussel·les.